# Guerra de Gaza de 2008-2009

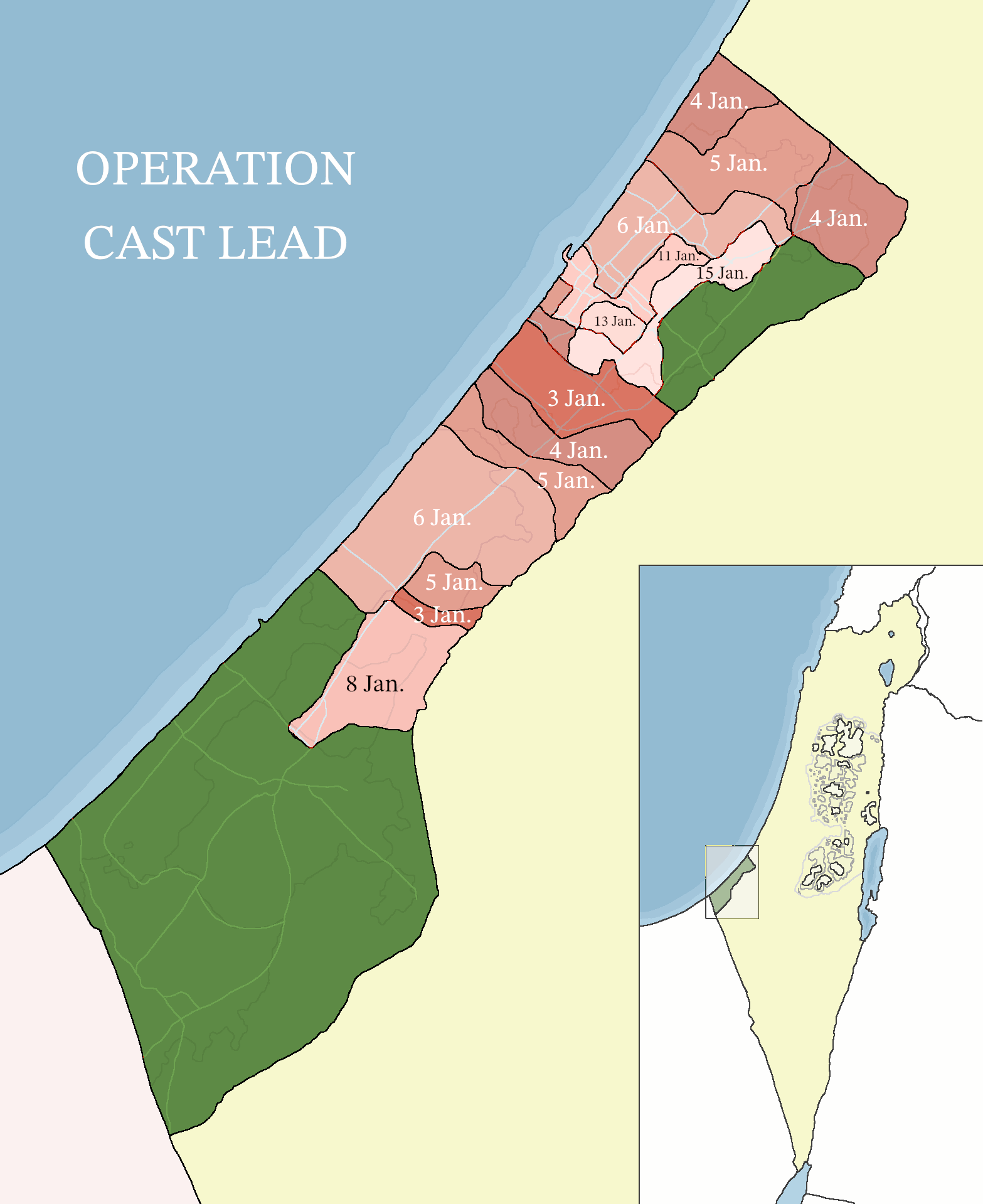
Avances israelíes en la Franja de Gaza durante la invasión.

La guerra de Gaza o primera guerra de Gaza. Denominado con el nombre de Operación Plomo Fundido (en hebreo: מבצע עופרת יצוקה‎) por el ejército israelí fue una ofensiva militar desde aire, tierra y mar, precedida por una campaña de bombardeo aéreo sobre la Franja de Gaza (Territorios Palestinos), que comenzó el 27 de diciembre de 2008 y finalizó el 18 de enero de 2009. Fue dirigida contra objetivos de la infraestructura de la Franja de Gaza, principalmente puertos, sedes ministeriales, cuarteles de policía, depósitos de armas y los túneles subterráneos que comunicaban la Franja de Gaza con Egipto. El conflicto fue descrito como la «Masacre de Gaza» (en árabe: مجزرة غزة) en varios países y medios de comunicación.
Según el gobierno israelí, el objetivo de la ofensiva era destruir la «infraestructura terrorista» y la capacidad militar de Hamás, como respuesta al lanzamiento de cohetes y proyectiles de mortero por parte de milicianos palestinos desde la Franja de Gaza, dado que desde que acabó el alto el fuego que precedió al conflicto hasta el inicio de la ofensiva, más de 200 proyectiles impactaron en el sur de Israel. La guerra estuvo precedida de violentos enfrentamientos que comenzaron en febrero de 2008. Entre el 27 de febrero y el 3 de marzo, los bombardeos y la incursión del ejército israelí en Gaza, conocidos como «Operación Invierno Caliente» en el bando israelí, causaron la muerte de más de setenta palestinos y dos soldados israelíes. A pesar de la retirada de las tropas el 3 de marzo de 2008, los bombardeos continuaron hasta junio, causando cientos de muertos más en el lado palestino. Finalmente, el 19 de junio se decretó un alto el fuego de seis meses, gracias a la mediación de Egipto, pero el ejército israelí lo rompió el 4 de noviembre de 2008 con una incursión destinada a destruir un túnel, que causó la muerte de seis combatientes palestinos. El 14 de diciembre de 2008, Hamás anunció que la tregua proclamada seis meses antes no se renovaría y reivindicó la responsabilidad de los disparos contra Israel a partir del 19 de diciembre de 2008.
Un bombardeo israelí durante este conflicto provocó 270 palestinos muertos, el mayor número de bajas en un solo ataque en los últimos sesenta años de conflicto árabe-israelí. En el total del conflicto, catorce víctimas mortales fueron israelíes, de las que once eran soldados y tres civiles, mientras que aproximadamente 1 400 palestinos murieron a consecuencia de los bombardeos y los combates urbanos; centenares de ellos eran civiles, aunque existen divergencias entre las cifras aportadas por distintas organizaciones. Según el Centro Palestino para los Derechos Humanos, de los 1 434 palestinos fallecidos durante el conflicto 960 eran civiles, 288 de ellos menores de dieciocho años, mientras que un informe presentado por el ejército israelí reconocía 1 166 palestinos muertos, entre 457 y 295 de ellos víctimas civiles. La organización israelí para los derechos humanos B'Tselem cifró en 1 387 el número de palestinos muertos, de los que al menos 774 serían civiles, 320 de ellos por debajo de los dieciocho años. La Franja de Gaza resultó seriamente dañada y miles de edificios fueron destruidos, la mayor parte de ellos residenciales. Tanto Tsahal como Hamás fueron acusados de haber cometido crímenes de guerra durante el conflicto por distintos informes de Naciones Unidas, Amnistía Internacional y Human Rights Watch.
Inmediatamente después del inicio de la ofensiva israelí, los grupos armados palestinos en la Franja de Gaza respondieron intensificando el lanzamiento de cohetes hacia Israel y sus líderes hicieron llamamientos a la Tercera Intifada contra Israel y a la reanudación de los atentados suicidas. El sur del territorio israelí se vio sometido a una situación de permanente alarma y los cohetes alcanzaron en repetidas ocasiones las ciudades de Sderot, Ascalón, Asdod y Beerseba, provocando la muerte de un soldado y tres civiles israelíes, así como decenas de heridos. Tras el inicio de la invasión terrestre sobre la Franja, nueve soldados israelíes murieron en combate en diferentes acciones, cuatro de ellos como consecuencia del fuego amigo el 5 de enero. Otro soldado israelí murió el 27 de enero a consecuencia de las heridas provocadas por una bomba accionada por milicianos palestinos cerca del paso de Kissufim.
Tras la intensificación de la diplomacia en los días previos, el 17 de enero de 2009 el primer ministro israelí Ehud Ólmert anunció un «cese unilateral de las hostilidades en la Franja de Gaza», con una duración de 10 días. En este período, el ejército israelí siguió desplegado en la Franja, y según afirmó un alto mando del mismo, «si Hamás dispara contra las fuerzas israelíes, nos reservamos el derecho de responder». Tras la declaración de alto el fuego, varios cohetes cayeron sobre territorio israelí y hubo combates entre milicianos palestinos y militares israelíes en el interior de la Franja de Gaza, que provocaron la muerte de un ciudadano palestino.
El día siguiente, 18 de enero, fue Hamás junto con otras organizaciones palestinas quien anunció un «alto el fuego inmediato». Este, con una duración de una semana, tenía como objetivo la retirada del ejército israelí del territorio gazatí, según portavoces del movimiento islamista. Según un portavoz del primer ministro israelí Ehud Ólmert, el ejército israelí no contemplaba un calendario de retirada mientras no cesase el lanzamiento de cohetes sobre su territorio. Finalmente y tras varios días de tensa calma, los portavoces de las Fuerzas de Defensa de Israel anunciaron el 21 de enero que el ejército hebreo había completado su retirada de la Franja de Gaza, retornándose al statu quo previo al conflicto y retomando Hamás el poder sobre la totalidad del territorio gazatí.

### Gilad Shalit
Guilad Shalit fue un cabo del ejército israelí capturado por Hamás en el transcurso de una emboscada sucedida en la frontera de la Franja de Gaza el 25 de junio de 2006. Tres días después de la captura, Israel llevó a cabo una operación en la Franja de Gaza que causó la muerte a 405 palestinos (243 de ellos civiles), pero no logró liberar a Shalit.
Al inicio del conflicto, Hamás seguía manteniendo prisionero en Gaza a Gilad Shalit, el único prisionero israelí en manos del movimiento y uno de los tres ciudadanos israelíes — junto a Ehud Goldwasser y Eldad Regev — detenidos por organizaciones antiisraelíes. Gilad Shalit era considerado una posible pieza de negociación para Hamás frente al gobierno israelí, conocido por la prioridad que pone en el rescate de ciudadanos detenidos por organizaciones antiisraelíes. Según publicó el Comité Internacional de la Cruz Roja, hasta el 10 de diciembre de 2008 no habían podido visitar a Shalit ni restablecer el contacto entre el prisionero y su familia.
Fuentes no oficiales de Hamás declararon que Shalit había resultado herido en los bombardeos israelíes sobre Gaza en enero de 2009. Dada la importancia de Shalit como pieza de intercambio, el ejército israelí desestimó esta información, a la vez que responsabilizó al Hamás de todo lo que pudiera ocurrirle al prisionero durante la acción militar. Según declaraciones del ministro de relaciones exteriores de Egipto, Ahmed Aboul Gheit, Gilad Shalit estaba siendo tratado bien por sus captores. Fue liberado el 18 de octubre de 2011.

### Lanzamiento de proyectiles

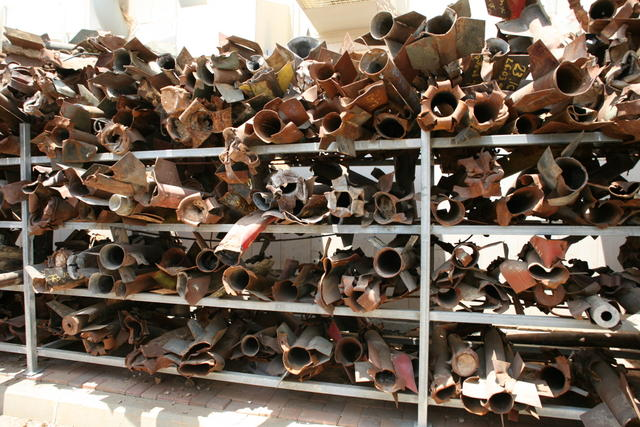
Restos de cohetes Qassam lanzados desde la Franja de Gaza.

El bloqueo de la Franja de Gaza por parte de Israel, más hermético desde el triunfo electoral de Hamás, ha ocasionado un gran sufrimiento a su población, incluyendo periódicas muertes de enfermos que no han podido ser atendidos en la Franja, dadas sus carencias. Igualmente ha reducido el ingreso de armamento que de otra forma serviría para efectuar ataques contra la población israelí. Además, Gaza ha sufrido también diferentes bombardeos por parte de las Fuerzas de Defensa de Israel [cita requerida]. Por su parte, diferentes organizaciones palestinas de Gaza han mostrado su oposición a Israel lanzando durante los 8 años previos a la operación Plomo Fundido, cohetes de desigual potencia y eficacia, desde luego con una capacidad mortífera mucho menor comparada con la potencia militar israelí. El gobierno israelí afirmó que el lanzamiento de cohetes Qassam por parte de Hamás y otras organizaciones palestinas contra el sur de Israel era la causa principal para lanzar su ofensiva militar contra la Franja de Gaza. Los Qassam son cohetes simples de acero, con menor capacidad destructiva y puntería que otros cohetes como los Katyushas, conocidos por ser usados por Hezbolá durante la Guerra del Líbano de 2006. Según el Ministerio de Asuntos Exteriores de Israel, los cohetes Qassam mataron a 16 personas desde junio de 2004 hasta el inicio de la ofensiva.
En Israel, el lanzamiento de cohetes contra el sur de su territorio es un tema sobre el que la sociedad se encuentra especialmente concienciada. Desde enero de 2008 hasta el inicio de los bombardeos, unos 3 000 cohetes lanzados desde la Franja de Gaza impactaron en territorio israelí. Estos lanzamientos provocaron la muerte de 4 personas y heridas de distinta consideración a otras 270. Las ciudades más afectadas por el impacto de cohetes son aquellas más próximas a la Franja de Gaza, fundamentalmente Sderot y Ascalón, aunque también Asdod y Netivot.

#### El inicio de los lanzamientos

El gráfico muestra el número de Qassam disparados mensualmente por Hamás desde la Franja de Gaza contra Israel entre los años 2002-2007.

Los Qassam comenzaron a ser utilizados por los militantes palestinos desde 2001, aunque su lanzamiento aumentó a partir de 2006, tras la victoria de Hamás en las elecciones legislativas. En septiembre de 2007 Israel declaró «entidad hostil» a la franja de Gaza como consecuencia del lanzamiento de cohetes, lo que implicaba la posibilidad de cortar a la Franja el suministro de agua, combustible o electricidad (acción prohibida por la Convención de Ginebra). Por otra parte, existe el derecho legítimo a la resistencia contra el ocupante, según el derecho internacional. Esta decisión provocó el empeoramiento de la situación en la Franja, así como el aumento de los lanzamientos de cohetes hacia Israel. El gobierno y la población palestina recurrió al contrabando para lograr el acceso a alimentos, combustibles, medicamentos y armas. Con este objetivo se excavaron centenares de túneles bajo la frontera de la franja de Gaza y Egipto.
En referencia a los Qassam, Giora Eiland, exdirector del Consejo de Seguridad Nacional de Israel, comentaba en diciembre de 2007 para un reportaje de la BBC: «Su fuerza está justamente en su debilidad».[cita requerida] Eiland sostenía que la inefectividad de la defensa frente a este tipo de cohetes es «un problema tecnológico, no operativo ni de inteligencia», agregando que no existe un medio en el mundo que pueda localizarlos a tiempo y destruirlos: «Cuanto más primitivo es el cohete, más difícil es interceptarlo y alterar su acción». Mientras la tecnología no ofrezca una solución para protegerse de los ataques, Eiland consideraba dos opciones: bien conquistar el territorio o bien «crear una situación en la que el otro lado no es que no pueda disparar sino que no quiera, que decida que no le conviene», opinión compartida por el general israelí retirado Yaakov Amidror, excomandante del Colegio Superior de Seguridad Nacional, poniendo el ejemplo de Cisjordania: «De allí no disparan Qassams, porque nosotros controlamos el territorio y no permitimos que nadie produzca los cohetes ni los dispare». Pero Amidror admitía que la conquista de una parte de la Franja de Gaza es «una decisión mucho más compleja» tanto política y militar como internamente, tras la retirada de Gaza. «No estoy seguro de que no vaya a decidirse eso, pero esta opción tiene serias dificultades».

#### La tregua de junio de 2008 y la intensificación del conflicto
Tras largas conversaciones y negociaciones, y con la mediación del gobierno egipcio, en junio de 2008, Israel y Hamás llegaron a un acuerdo para mantener una tregua durante 6 meses. Según señalaba la BBC, Israel deseaba detener los lanzamientos de cohetes, y Hamás deseaba un período de calma para consolidar su gobierno y posiblemente instaurar un Estado palestino en los Territorios Ocupados, incluyendo Jerusalén, según las fronteras establecidas en 1967. Egipto parecía ser la opción de mediación perfecta; mantiene estrechas relaciones con la ANP y con Israel, y debido a la proximidad de Gaza con Egipto está obligado a tener relaciones con Hamás.

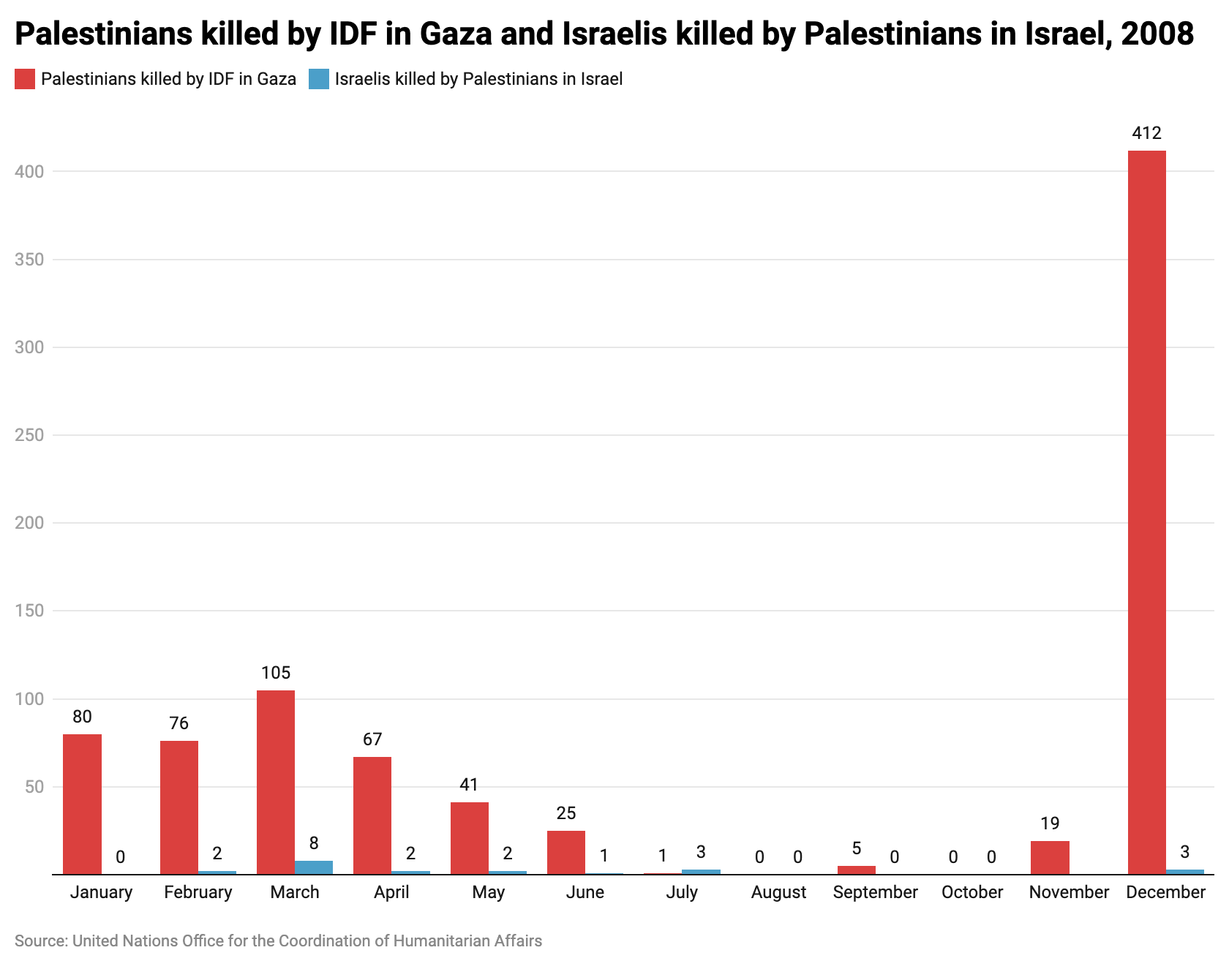
Palestinos asesinados por israelíes en Gaza (rojo) e israelíes asesinados por palestinos en Israel (azul) en el 2008 según B'Tselem

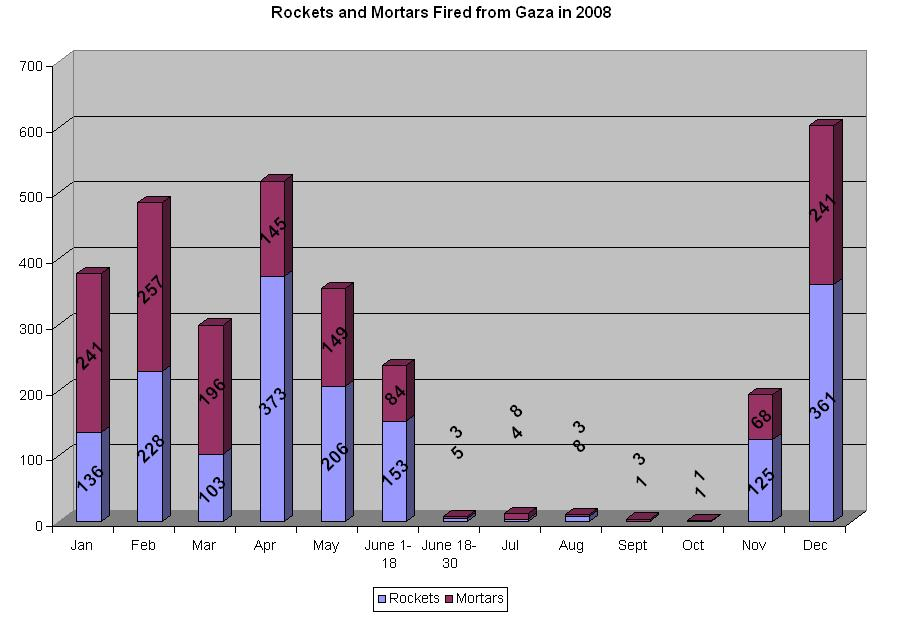
Impactos mensuales de cohetes y morteros sobre Israel en 2008

Funcionarios israelíes indicaron que se habían puesto 3 condiciones por parte de Israel: cese total de las hostilidades, que acabase el contrabando de armas desde Egipto a Gaza y que se iniciaran acciones que condujeran a la liberación de Gilad Shalit, el soldado israelí capturado por milicias palestinas 2 años atrás. Desde Hamás esperaban que el cese del fuego llevara a la apertura de cruces de frontera entre la Franja e Israel, para aumentar la entrada de provisiones a Gaza, y esperaban que permitiera la continuación de conversaciones sobre intercambio humanitario de prisioneros, entre los militantes palestinos detenidos en Israel y Gilad Shalit. Con la tregua, ambas partes se comprometieron a cesar las hostilidades y a reabrir progresivamente las fronteras para permitir el paso de productos de primera necesidad. Ninguna de las dos partes cumplieron a posteriori con los requerimientos que habían firmado, y tanto el Ejército israelí como Hamás se acusaron mutuamente de haber violado el alto el fuego.
- Israel continuó con sus incursiones militares en la Franja de Gaza, que produjeron la muerte de unos 20 palestinos, en su mayoría extremistas, aunque dos de los cuales eran niños.[73] El bloqueo sobre Gaza se mantuvo, con prolongados cortes de la electricidad y gas, incumpliendo la progresiva apertura de fronteras pactada en la tregua.[74] Durante el tiempo que duró la tregua, el Ejército israelí aprovechó para preparar la posterior ofensiva, como se haría público más tarde.[75] La llegada de camiones con ayuda humanitaria para la población palestina se permitió con cuentagotas.[73]

- Hamás y el resto de organizaciones armadas palestinas continuaron con el lanzamiento de cohetes al sur de Israel. Las Brigadas Izz-al-din al-Qassam de Hamás y las Brigadas Al-Quds de la Yihad Islámica Palestina reconocieron haber aprovechado la tregua para entrenarse y recabar armamento mediante el contrabando a través de los túneles bajo la frontera entre Gaza y Egipto.[76][77] Es decir, los israelíes no cumplieron con la tregua y otros grupos palestinos, con más limitada capacidad mortífera, tampoco. Durante el alto el fuego se dispararon unos trescientos veinte proyectiles, entre cohetes y fuego de mortero, que no produjeron ninguna víctima mortal israelí aunque sí varios heridos;[78] por el contrario, debido a la falta de puntería de los Qassam, alcanzaron una casa palestina matando a dos niñas a mediados de diciembre.[2]

Amnistía Internacional había criticado el comportamiento de ambas partes en un informe a principios de diciembre: «las fuerzas israelíes han matado a unos 20 palestinos, en su mayoría extremistas, pero también dos niños, en ataques aéreos y de otro tipo desde el 4 de noviembre». Por otro lado, «los grupos armados palestinos han reanudado los disparos de cohetes desde Gaza contra ciudades y pueblos israelíes cercanos, y han herido a dos civiles y varios soldados israelíes». Ante esta situación, Donatella Rovera, investigadora de Amnistía Internacional sobre Israel y los Territorios Palestinos Ocupados, manifestó su repulsa frente a cualquier ataque contra civiles: «Las fuerzas israelíes y los grupos armados palestinos deben cesar de inmediato los ataques y las acciones que ponen en peligro la vida de la población civil de Gaza y del sur de Israel».

### Bloqueo de Gaza
La entrada de mercancías, incluyendo alimentos, medicinas, materias primas y carburante, así como los suministros de electricidad y agua, y el movimiento de personas entre la Franja de Gaza y el exterior han estado controlados y limitados por el gobierno israelí los 18 meses previos al bombardeo, política que ha sido criticada como una estrategia para desacreditar al gobierno de Hamás frente a los palestinos por varias ONG pro-derechos humanos, que el 6 de marzo de 2008 presentaron un informe en el que consideraban que la situación de la población de la Franja de Gaza era la peor desde la guerra de los Seis Días. Según el mismo informe, «El aislamiento y la pobreza están generando un aumento de los niveles de violencia por los cuales tanto palestinos como israelíes están sufriendo las consecuencias». El observatorio de la ONU para los derechos humanos pidió que se levantase el «estado de sitio» y se reabriese el paso de alimentos, medicinas y carburante. Amnistía Internacional reportó que la situación se estaba agravando en la Franja y que era la peor «desde el comienzo de la ocupación israelí» hacía 40 años.
A principios de 2008, las autoridades de Hamás junto con la población civil derribaron en varios puntos la frontera entre Gaza y Egipto, con el objetivo de conseguir comida, combustible y bienes de primera necesidad. El apoyo popular a Hamás ha crecido con la carestía, por lo que el gobierno israelí decretó un alto el fuego y levantó parcialmente el bloqueo en ciertos momentos para permitir la entrada de bienes de primera necesidad para la población. Según informa Amnistía Internacional, la ruptura de dicho alto el fuego el 5 de noviembre intensificó el bloqueo, reduciendo los suministros de ayuda humanitaria y artículos de primera necesidad a un goteo intermitente. Los cortes de energía afectan todos los aspectos de la vida: las infraestructuras de agua y saneamiento se deterioran y los hospitales no pueden mantener servicios esenciales.
El día anterior al bombardeo, Israel había permitido la entrada de varios camiones en la Franja de Gaza, con el fin de ocultar la operación a Hamás permitiendo el aprovisionamiento de medicinas, combustible y alimento a la población.

### Implicaciones políticas

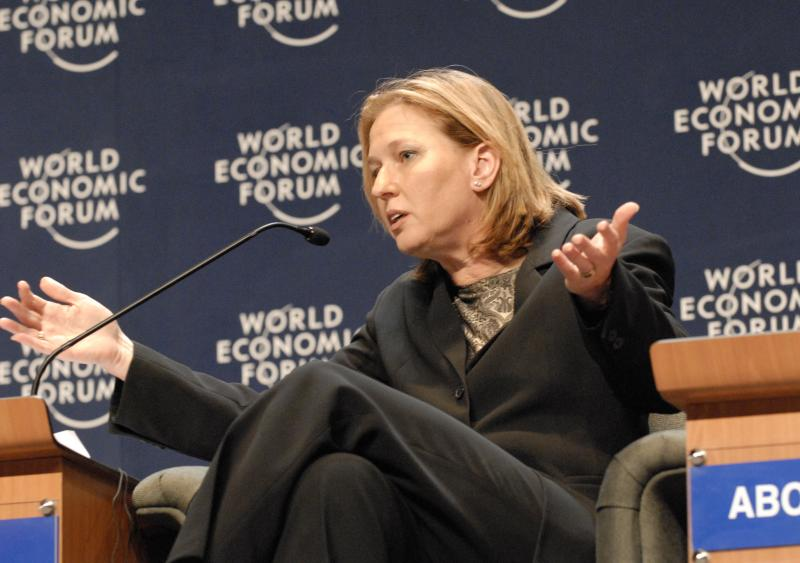
Tzipi Livni, ministra de Relaciones Exteriores israelí, y candidata de Kadima a las elecciones a primer ministro de Israel.

Según algunos medios y organizaciones, esta ofensiva se encontraría enmarcada en la precampaña de las elecciones a primer ministro de Israel que se celebrarán el 10 de febrero de 2009, y que enfrenta, como principales favoritos, a Tzipi Livni, ministra de exteriores israelí; y a Benjamín Netanyahu, del partido opositor Likud. Según aportó El País, los lanzamientos de cohetes desde la Franja de Gaza han causado que la intención de voto se haya ido inclinando hacia el Likud, hecho que provocó respuestas cada vez más duras por parte de Livni y Netanyahu. Hasta que el gobierno no endureció su discurso, el líder de la oposición encabezaba ampliamente las encuestas con una diferencia que se ha estrechado. Según un sondeo publicado por el diario Ha'aretz el 1 de enero de 2009, el Partido Laborista israelí era el principal ganador de la guerra contra Hamás. Su líder, el ministro de Defensa Ehud Barak, habría conseguido grandes logros según el sondeo. También la ministra de exteriores, Tzipi Livni y el líder de la oposición, Netanyahu gozaban de mayor respaldo entre los israelíes. Por el contrario, varias formaciones ecologistas y de izquierdas, como el partido Meretz han manifestado su rechazo.
Por otro lado, el posible temor israelí a una política más relajada hacia Hamás por parte de Barack Obama cuando sea investido presidente, hizo considerar a algunos medios que este ataque se hubiera planificado para evitar que el nuevo gobierno estadounidense tenga capacidad de reacción. Obama sin embargo no quiso hacer comentarios sobre la operación, aunque dijo que Israel es «uno de nuestros grandes aliados, el más importante en la región», y trabajará de cerca con ellos, de forma «que se promueva la causa de la paz», para lo que será preciso también trabajar con los palestinos.

## Planificación y objetivos

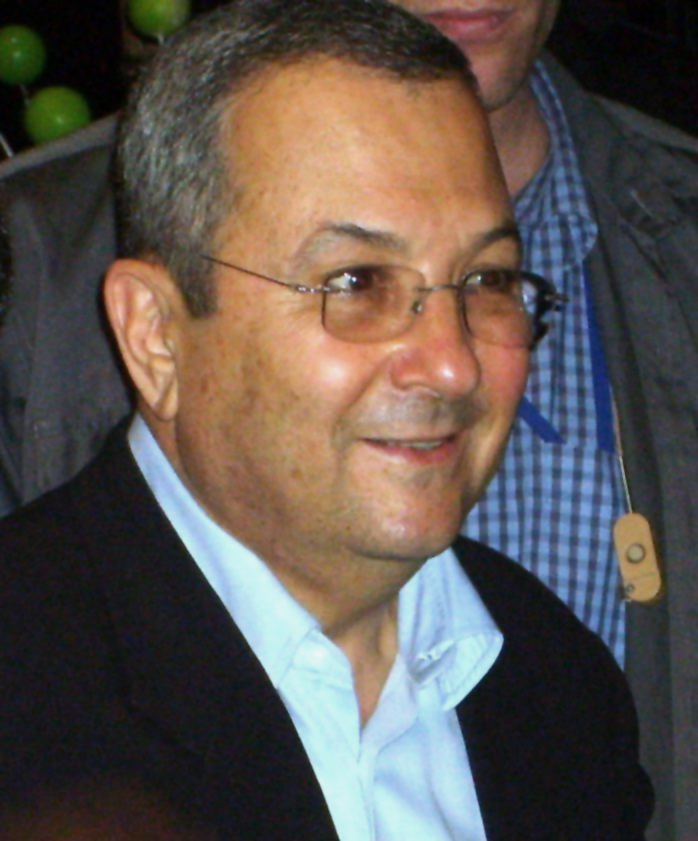
Ehud Barak, ministro de Defensa israelí, antiguo primer ministro de Israel.

La planificación de la operación en sí se inició más de seis meses antes de que finalmente fuera ejecutada, e incluyó una gran operación de inteligencia para desactivar los objetivos de seguridad de Hamás. Llegó al escritorio del ministro de defensa, Ehud Barak, para su aprobación el 19 de noviembre, aunque no fue sino hasta el 18 de diciembre que se reunió con el primer ministro, Ehud Ólmert, para aprobar la misma; posteriormente se retrasó a fin de ver cómo reaccionaría Hamás después de la expiración del alto el fuego.
El 24 de diciembre el gabinete israelí se reunió con la intención de discutir la yihad global, pero en realidad se reunieron para hablar de la operación propuesta, que se aprobó por unanimidad. La ministra de relaciones exteriores, Tzipi Livni, informó al presidente de Egipto, Hosni Mubarak, de la decisión en El Cairo. Finalmente, una reunión final de los jefes de defensa e inteligencia se llevó a cabo en la mañana del 26 de diciembre, seguida de una reunión entre Olmert, Livni y Barak. Se dio la orden definitiva para el funcionamiento de la Fuerza Aérea Israelí, y durante esa misma noche y la mañana del 27 de diciembre se informó de la decisión tomada a diversos dirigentes políticos israelíes.
Varias acciones se tomaron para engañar a Hamás, entre ellas la reapertura de los cruces de frontera el día 26 y el anuncio de que las deliberaciones sobre el curso de acción a tomar continuarían el 28 de diciembre.
Los objetivos de los bombardeos israelíes están relacionados con toda la infraestructura, tanto militar como civil, de Hamás, y su Gobierno en la Franja de Gaza. El Gobierno de Hamás cuenta con un cuerpo propio de policía, denominado Fuerza Ejecutiva, que dispone de comisarías en los barrios de las principales ciudades de Gaza. Este cuerpo fue uno de los primeros objetivos de los bombardeos, que destruyeron la práctica totalidad de las comisarías, y provocaron la muerte del jefe principal de Fuerza Ejecutiva, general Tawfik Jaber. También fueron bombardeadas las sedes ministeriales, la oficina del primer ministro Ismail Haniye, así como las casas particulares de las principales personalidades de la organización. Es de destacar que, hasta el momento, no se ha reconocido la baja de ninguna de dichas personalidades, pues se estima que se encuentran ocultas de los bombardeos en refugios. Los bombardeos sobre comisarías de policía y casas particulares dejaron sin embargo un importante saldo de víctimas civiles, pues generalmente se encuentran en barrios densamente poblados.
En el segundo día de ofensiva, Israel bombardeó los túneles subterráneos que comunican la Franja de Gaza con Egipto pues, según las fuerzas israelíes, podrían ser utilizados para el contrabando de armas y explosivos, e incluso de personas para entrenar como suicidas. También han sido bombardeadas hasta ahora seis mezquitas, pues según Israel, eran utilizadas para «actividades terroristas». La Universidad Islámica de Gaza así como sus edificios dependientes, considerada uno de los símbolos del poder de Hamás, fue bombardeada porque, de acuerdo con información de inteligencia recopilada por las FDI y el Shin Bet, se estaba utilizando como un laboratorio para desarrollar armas químicas, cohetes y explosivos. También fueron bombardeados varios edificios en los que el ejército israelí consideraba que había arsenales de armas o cohetes, o cobijaban actividades relacionadas con los grupos armados palestinos, entre los que se encuentran un polideportivo y varios campos de entrenamiento de Hamás. El sexto día de bombardeos, Israel atacó el edificio del Consejo Legislativo Palestino en Gaza, que es la sede del poder legislativo en la Franja de Gaza.

## Armamento
Para comprender el diferente carácter de armamento utilizado por ambas partes, es necesario entender el concepto de conflicto asimétrico, en el que los bandos que se enfrentan no son necesariamente dos ejércitos. En este conflicto se enfrentan el ejército israelí contra la organización islamista Hamás, que cuenta con un brazo armado, las Brigadas de Izz ad-Din al-Qassam, así como otras organizaciones armadas palestinas como la Yihad Islámica, que también combaten contra Israel.

### Armamento del ejército israelí

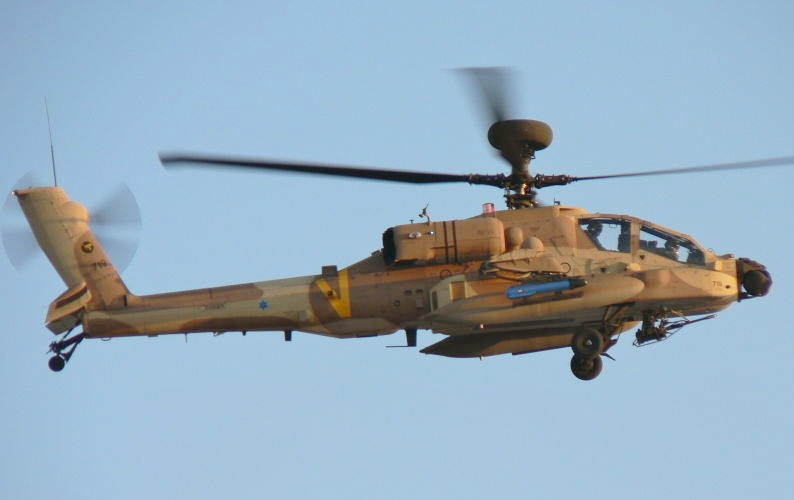
Un helicóptero Apache, utilizados en la operación por la Fuerza Aérea Israelí.

El ejército israelí es considerado el ejército más poderoso y tecnológicamente avanzado de Medio Oriente, y uno de los más avanzados del mundo. Su armamento es principalmente tanto de fabricación estadounidense como propia, pues la importante industria armamentística del país ha desarrollado gran cantidad de proyectos en materia de aviones de vigilancia y combate, tanques, etc.
Los principales instrumentos bélicos utilizados por la Fuerza Aérea Israelí para el bombardeo sobre la Franja de Gaza han sido dos, de fabricación estadounidense ambos: el avión cazabombardero F-16 y el helicóptero de ataque AH-64, más conocido como Apache. Ambos han sido utilizados para bombardear los diferentes objetivos del ejército israelí desde el aire, sin necesidad por tanto de entrar en combate directo con las Brigadas de Ezzeldin Al-Qassam de Hamás. También fueron utilizados a lo largo de todo el conflicto aviones no tripulados, cuya misión principal consistía en vigilar día y noche los posibles objetivos del ejército.

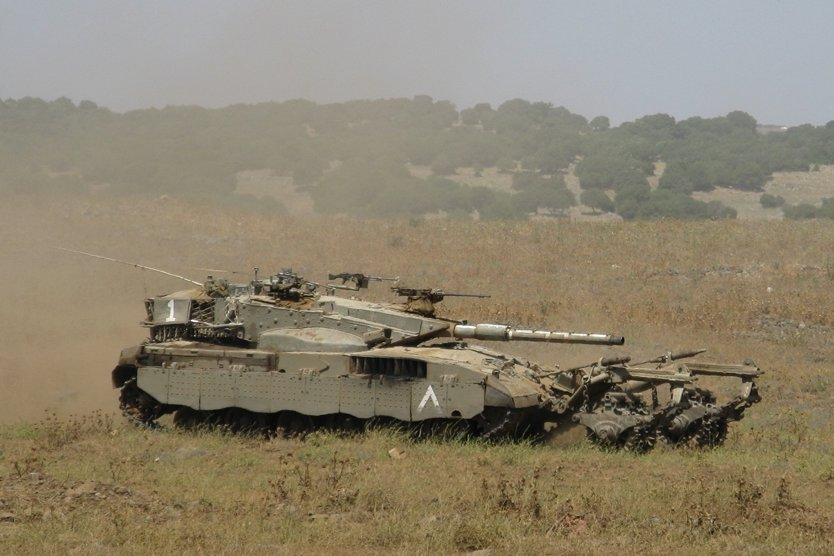
Carro de combate Merkava con un sistema antiminas.

El ejército israelí desplegó a lo largo de toda la frontera con la Franja de Gaza varias decenas de carros de combate Merkava, en previsión de una ofensiva terrestre, que finalmente comenzó el octavo día de conflicto.
Según algunas fuentes, entre ellas el diario israelí Haaretz, se habrían producido ataques israelíes con bombas de racimo (armamento ilegal según la Convención de Dublín que, sin embargo, no firmaron ni Israel ni Estados Unidos). Sin embargo, no todas las fuentes coinciden en la identificación de bombas de racimo en dichas imágenes, sugiriendo por el contrario que se tratan de bengalas de fósforo blanco, bien usadas como agente incendiario o bien como pantalla de humo. Miembros de la organización Human Rights Watch afirmaron haber observado signos indudables de la utilización del mismo: «Estamos seguros al 100% de que el Ejército israelí emplea fósforo blanco». La organización Amnistía Internacional también aseguró haber encontrado pruebas de su uso al acceder algunos de sus miembros a la ciudad de Gaza al declararse la tregua. Su uso como arma está prohibido en el Tratado de Ginebra de 1980, por lo que de confirmarse su empleo se trataría de un crimen de guerra.
El ejército israelí, sin embargo, aseguran que lo utilizan como «cortina de humo». Un militar israelí afirmó: «La combinación de efectos entre el fuego y el humo, y en algunos casos el terror que conlleva la explosión en tierra, los lleva a salir de sus agujeros, de manera que es posible matarlos con explosivos».
El 1 de febrero de 2010 los diarios del mundo publicaron al confirmación de esta sospecha. Israel admitió haber utilizado esta arma química prohibida en al menos dos oportunidades, una de ellas contra el único molino harinero de Gaza («llevado a cabo con el propósito de negarle la subsistencia a la población civil», según el informe Goldstone) y el otro contra el hospital de Al-Quds, donde se debió evacuar a todos los pacientes.
Además del fósforo blanco, el ejército israelí utilizó en zonas civiles densamente pobladas de Gaza otras armas, como las flechillas: diminutos dardos de metal encapsulados en proyectiles de 120 mm, que al explotar en el aire esparcen entre cinco mil y ocho mil flechillas en un arco de trescientos metros de ancho por cien metros de largo, según afirma Amnistía Internacional en un comunicado. Las flechillas están diseñadas para penetrar en zonas de vegetación espesa, y nunca deben utilizarse en zonas civiles urbanizadas. Dice también AI que el ejército israelí lleva varios años utilizando flechillas en Gaza con regularidad.
Dos médicos noruegos que trabajaron en la Franja de Gaza acusaron al ejército israelí de utilizar en la ofensiva un arma experimental denominada Explosivos de Metal Inerte Denso, DIME en sus siglas en inglés, además de utilizar compuestos químicos a base de tungsteno, lo que provoca un muy alto poder explosivo. Estos médicos sostuvieron su acusación basándose en las mutilaciones de los cuerpos que examinaron durante su trabajo en el hospital Al-Shifa de la Franja, afirmando que había «claros indicios» de que habían sido atacados con este tipo de armamento. «Hay una fuerte sospecha de que Gaza está siendo usada como laboratorio de pruebas para nuevas armas», señalaron.
La Marina de Israel también ha llevado a cabo operaciones contra el territorio de la Franja de Gaza. Concretamente, atacaron la línea costera de la Franja, y según Haaretz, habrían colaborado en los ataques contra otro tipo de objetivos mediante sistemas de misiles tierra-tierra y el sistema de armamento de proximidad Typhoon.

### Armamento de las organizaciones palestinas
El armamento del que disponen Hamás y demás grupos armados palestinos es fundamentalmente consecuencia del contrabando o a fabricación artesanal. En este conflicto, el armamento más utilizado han sido los cohetes Qassam, cohetes simples de acero que se fabrican de forma casera y que cuentan con un alcance y puntería muy limitados. También han entrado, a través de la frontera con Egipto y de forma clandestina, cohetes Katyusha y Grad de fabricación rusa y china, que cuentan con mayor capacidad ofensiva, rango de alcance y puntería que los Qassam. Algunos cohetes de este tipo han llegado a caer a unos 20 kilómetros de Tel Aviv, lo que provocó la alarma en parte de la población israelí.
Además de cohetes, los grupos armados palestinos cuentan con varios tipos de morteros de baja puntería, producidos en almacenes y fábricas propias, como el denominado «Sariya-1», que cuenta con un alcance de unos 15 kilómetros. Según algunas informaciones, durante el período de bloqueo israelí de la Franja de Gaza podrían haber entrado por los túneles que unen la Franja con Egipto morteros mejorados de fabricación iraní.
El día 2 de enero, se hizo público que el ejército israelí había reconocido en un informe interno, según Haaretz, haber sobrestimado la intensidad de lanzamiento de cohetes por parte de los grupos armados palestinos sobre el sur de Israel, aunque temen que «lo peor esté por llegar». Según esta información, la capacidad bélica de Hamás «no puede ser comparada» con la de Hezbolá, organización chií con la que el ejército israelí mantuvo la Guerra del Líbano de 2006.

## Desarrollo

### Primer día: 27 de diciembre
El 27 de diciembre el ejército israelí inició por sorpresa su ofensiva sobre la Franja de Gaza. El conflicto comenzó con intensos bombardeos sobre las ciudades de Gaza, Rafah y Jan Yunis. Los objetivos principales de los bombardeos fueron los ministerios de la Autoridad Nacional Palestina en Gaza, controlados por Hamás, y las comisarías de Fuerza Ejecutiva, la policía creada por Hamás. Se produjo uno de los ataques más sangrientos de la ofensiva: unas cuarenta personas, entre miembros del cuerpo de policía y familiares, murieron tras ser atacado el cuartel general de Fuerza Ejecutiva en Ciudad de Gaza cuando se producía la ceremonia de graduación del nuevo personal. Entre ellos se encontraba Tawfiq Jaber, responsable de Fuerza Ejecutiva en la Franja de Gaza. La primera oleada de bombardeos acabó con la destrucción de sus objetivos en unos 4 minutos, y murieron unos 225 palestinos, entre civiles y miembros de Hamás.

### Segundo día: 28 de diciembre
El objetivo principal de los bombardeos fueron los túneles que transcurren bajo la Ruta Philadelphi, utilizados según Israel por los milicianos palestinos para el suministro y contrabando de armas; también fue bombardeada la Universidad Islámica de Gaza, símbolo del poder de Hamás en la Franja, así como instalaciones policiales y de seguridad de Hamás, carreteras y campos de entrenamiento de la organización islamista. El impacto de un misil israelí contra una casa en Jabalia produjo la muerte de cinco niñas.
El Gobierno israelí aprobó la movilización de 6 500 reservistas, en preparación de la posterior ofensiva terrestre.

### Tercer día: 29 de diciembre
Los milicianos palestinos incrementaron significativamente el lanzamiento de cohetes contra territorio israelí. Tres israelíes, todos ellos civiles, murieron como consecuencia de las heridas sufridas por el impacto de los cohetes en Ascalón, Nahal Oz y Asdod.
Las autoridades israelíes ordenaron a los periodistas que «abandonaran las áreas colindantes a la zona», que fueron declaradas «zona militar cerrada», extendiéndose entre dos y cuatro kilómetros más allá de Gaza. Miles de soldados israelíes y de carros de combate Merkava se situaron en torno a la frontera con la Franja de Gaza, en previsión de la invasión terrestre que se produciría más adelante.

### Cuarto día: 30 de diciembre
Los principales objetivos de los bombardeos israelíes fueron edificios del gobierno, campos de entrenamiento y las casas particulares de miembros destacados de Hamás. El ejército israelí atacó al barco chipriota Dignity, que transportaba 4 toneladas de ayuda humanitaria a la Franja de Gaza. Según un tripulante, un barco israelí «chocó al Dignity sin advertencia previa», aunque desde Israel se dijo que se le hicieron advertencias por radio que no fueron respondidas desde el Dignity. Finalmente el barco averiado atracó en la ciudad libanesa de Tiro.
Las Brigadas de Izz ad-Din al-Qassam continuaron lanzando cohetes contra Israel. Dos de ellos impactaron en Beerseba, el punto más lejano alcanzado hasta entonces por un cohete desde la Franja de Gaza.
El secretario general de Naciones Unidas y los ministros de asuntos exteriores de la Unión Europea, Rusia y Estados Unidos (miembros del Cuarteto de Mediadores para Oriente Próximo) solicitaron a las partes un «alto el fuego inmediato», que fue rechazado posteriormente tanto por Israel como por Hamás.

### Quinto día: 31 de diciembre
Egipto cerró el paso de Rafah previamente al bombardeo del ejército israelí de la zona, tratando de destruir los túneles subterráneos que comunican la Franja de Gaza y Egipto. También fueron bombardeados objetivos que ya lo habían sido en anteriores ataques, como la oficina del primer ministro, la sede del Ministerio de Interior, además de una casa particular en el campo de refugiados de Jabalia, una mezquita, campos de entrenamiento y posibles zonas de lanzamiento de cohetes contra Israel.
Unos 50 cohetes cayeron sobre territorio israelí; dos de ellos, del tipo Grad, alcanzaron de nuevo la ciudad de Beerseba, sin provocar heridos.

### Sexto día: 1 de enero
Un asesinato extrajudicial llevado a cabo en Jabalia por el ejército israelí acabó con la vida de Nizar Rayyan junto a sus cuatro esposas y 10 de sus 12 hijos. Rayyan era considerado uno de los máximos dirigentes de Hamás en la Franja de Gaza, así como un representante del sector más duro de la organización islamista, partidario de la reanudación de los atentados suicidas contra Israel.
También fueron bombardeados otros edificios, mezquitas y casas particulares en la Ciudad de Gaza, causando decenas de muertos. El Consejo Legislativo Palestino en Gaza, máximo órgano de representación palestino, fue también objetivo de los bombardeos. Por primera vez desde el comienzo de la ofensiva, se produjo una incursión terrestre de tropas israelíes en territorio gazatí, que se enfrentaron con miembros de las Brigadas de Izz ad-Din al-Qassam en el noreste de la Franja.

### Séptimo día: 2 de enero
Por primera vez desde el inicio de la ofensiva, el ejército israelí permitió la salida de personas del interior de la Franja. Unas 300 personas, principalmente palestinos con doble nacionalidad, salieron de la Franja de Gaza a través del paso de Erez.
Los objetivos de los bombardeos fueron principalmente viviendas de los principales miembros de Hamás, aunque también fue bombardeada una mezquita que según Israel era utilizada como almacén de armamento.
Tras la muerte el día anterior de uno de sus líderes, Hamás llamó a la población palestina y árabe a un «día de cólera» contra Israel. El ministro israelí de Defensa Ehud Barak ordenó el cierre de los pasos fronterizos entre Israel y Cisjordania, y la policía israelí dispuso el estado de alerta por temor a las protestas de la población árabe israelí. Miles de palestinos se manifestaron en Cisjordania, en Ramala y en Jerusalén Este, lanzando piedras contra las fuerzas de seguridad, quienes respondieron con gas lacrimógeno contra los manifestantes. Hubo también protestas en otros puntos de Oriente Medio y varios países asiáticos musulmanes.

### Octavo día: 3 de enero
Los bombardeos del ejército israelí provocaron la muerte de Abu Zakaria al-Jamal, comandante de las Brigadas de Izz ad-Din al-Qassam; un avión israelí bombardeó el coche en el que circulaba, en la ciudad de Gaza.
Un misil lanzado desde un avión israelí impactó sobre la Mezquita Ibrahim al-Maqadna en Beit Lahiya durante los rezos de la mañana, cuando unos 200 palestinos estaban orando en su interior. Treinta personas, incluidos seis niños, murieron, y decenas de personas resultaron heridas de diferente consideración. El ejército israelí había bombardeado previamente otras mezquitas en las afirmaba que Hamás escondía cohetes y armamento, pero el ataque contra la Mezquita Ibrahim al-Maqadna fue la primera vez en la que Israel bombardeó una mezquita mientras se rezaba en su interior.
Las tropas israelíes estacionadas en torno a la frontera con la Franja de Gaza comenzaron a disparar un fuerte fuego de artillería contra objetivos del interior de la Franja, preludio definitivo del inicio de la ofensiva terrestre sobre territorio gazatí. Carros de combate, vehículos militares y unidades de infantería, escoltados por helicópteros Apache entraron en el noreste de la Franja de Gaza, tras lo que se produjo un fuerte intercambio de fuego con militantes de las Brigadas de Izz ad-Din al-Qassam y otros grupos armados palestinos, que provocó la muerte de decenas de milicianos palestinos.

### Noveno día: 4 de enero
Unidades de tierra del ejército israelí avanzaron con unos 10 000 efectivos en torno a Ciudad de Gaza, cercando la capital del territorio costero e incomunicando el norte de la Franja del sur. Mientras tanto los bombardeos sobre Gaza prosiguieron, impactando sobre unos sesenta objetivos relacionados con la infraestructura de Hamás, matando a tres miembros destacados de las Brigadas de Izz ad-Din al-Qassam, milicianos y civiles.
Fuertes enfrentamientos entre las tropas israelíes y los milicianos palestinos en el noreste de la Franja de Gaza, cerca del campo de refugiados de Jabalia, provocaron la muerte de varias decenas de milicianos palestinos. Un soldado israelí murió y otro resultó herido grave en estos enfrentamientos, y otros treinta soldados resultaron heridos de diversa consideración.

### Décimo día: 5 de enero
Un ataque aéreo israelí contra dos ambulancias en Gaza acabó con la vida de cuatro paramédicos que trasladaban a los heridos de la ofensiva israelí; Varios obuses cayeron sobre casas particulares, provocando la muerte de familias enteras, incluyendo varios niños.
El bombardeo de una casa en el barrio de Zeitun, en la que el día anterior se habían refugiado 110 palestinos por orden de miembros del ejército israelí, provocó la muerte de al menos treinta de ellos. responsables del ejército israelí afirmaron desconocer el incidente y si dicho inmueble fue bombardeado. El alto comisionado de Naciones Unidas para los derechos humanos Navi Pillay declaró que dicho incidente sería la base para una investigación sobre posibles «crímenes de guerra».
Cinco soldados israelíes murieron en diferentes incidentes: un oficial falleció y cinco soldados resultaron heridos en los combates en la ciudad de Gaza, tres murieron a causa del fuego amigo en el campo de refugiados de Jabalia, y otro más murió en otro incidente producido por el fuego amigo en los alrededores de Beit Hanun.
La misión diplomática de la Unión Europea encabezada por Nicolas Sarkozy, Javier Solana y la Presidencia Checa de la Unión Europea no consiguió lograr un compromiso de las partes para alcanzar un alto el fuego.

### Undécimo día: 6 de enero
Dos escuelas de la Agencia de Naciones Unidas para los Refugiados de Palestina en Oriente Próximo en Gaza, en las que se refugiaban centenares de palestinos civiles, fueron alcanzadas por la artillería del ejército israelí, produciendo 43 víctimas. En la escuela de Al-Fakhoura fallecieron al menos cuarenta personas, y varias decenas resultaron heridas, según fuentes médicas palestinas. Un portavoz del ejército hebreo afirmó que desde el interior de la escuela se dispararon proyectiles de mortero contra posiciones del ejército antes del ataque contra la escuela, aunque no se ha mostrado evidencia de ello.
Un soldado israelí del cuerpo de ingenieros murió y otros cuatro resultaron heridos en el norte de la Franja debido a un ataque de milicianos palestinos mientras se encontraban patrullando. Tras haber completado el sitio a Ciudad de Gaza, los carros de combate israelíes estrecharon el cerco en torno a las ciudades de Jan Yunis y Deir al-Balah, en el sur de la Franja.

### Duodécimo día: 7 de enero
El presidente egipcio Hosni Mubarak y el francés Nicolas Sarkozy presentaron un plan para un alto el fuego entre las partes, que fue apadrinado por varios países y organizaciones internacionales. Israel afirmó que «hay un acuerdo sobre los principios pero todavía hay que trasladarlos a la práctica», mientras que Hamás declaró que el plan presentado «está aún en discusión».
El Gobierno de Israel manifestó su intención de detener cada día sus ataques entre las 11:00 y las 14:00 GMT para permitir el acceso de ayuda humanitaria a la población palestina; Hamás anunció horas después que detendría el lanzamiento de cohetes contra Israel en el mismo intervalo de tiempo. La población palestina aprovecharía dicho intervalo de tiempo para hacer acopio de productos básicos.

### Decimotercer día: 8 de enero
Por primera vez desde el inicio del conflicto, cayeron cohetes sobre el norte de Israel; proyectiles Katyusha fueron lanzados desde el sudeste de Líbano, causando cinco heridos en Galilea, al norte de Israel. El ejército israelí respondió posteriormente atacando con cinco misiles contra los lugares desde los que se había lanzado los proyectiles en el sur de Líbano. Fuentes militares israelíes acusaron a milicias palestinas en el sur del Líbano de haber provocado el incidente.
Durante un enfrentamiento con milicianos de Hamás un soldado israelí murió y otro resultó herido leve al ser alcanzados por un misil antitanque mientras llevaban a cabo registros cerca del paso de Kissufim, en la zona central de la Franja de Gaza. Otros dos soldados israelíes morirían en diferentes combates contra milicianos palestinos en el norte de la Franja de Gaza.
La Agencia de la ONU para los Refugiados Palestinos en Oriente Próximo (UNRWA) decidió suspender temporalmente su labor en la Franja de Gaza «debido a las acciones crecientemente hostiles contra sus instalaciones y personal». Su portavoz en Gaza afirmó: «esto pone de manifiesto la inseguridad fundamental dentro de Gaza en un momento en el que estamos intentando abordar las serias necesidades humanitarias de la población aquí».

### Decimocuarto día: 9 de enero
El Consejo de Seguridad de Naciones Unidas aprobó la Resolución 1860, en la que exigía un alto el fuego «inmediato y duradero» entre las partes en conflicto, así como la «provisión y distribución a través de toda la Franja de Gaza de asistencia humanitaria, incluyendo comida, combustible y tratamiento médico». Ninguna de las dos partes del conflicto aceptó dicha resolución. La ministra de exteriores de Israel Tzipi Livni, afirmó no aceptar el llamamiento al alto el fuego de la resolución: «el ejército seguirá actuando para alcanzar los objetivos de la operación -un cambio en la situación de seguridad del sur del país». Osama Hamdan, representante de Hamás en Líbano, afirmó que la resolución «no tiene en cuenta el interés palestino, y no se ocupa de levantar el bloqueo o la apertura de los cruces fronterizos».
El Gobierno Libanés anunció haber detenido a los miembros de la célula palestina en el Líbano que podrían ser los causantes del lanzamiento de cohetes contra el norte de Israel el día anterior.

### Decimonoveno día: 14 de enero
Tras la aprobación de la Resolución 1860 de las Naciones Unidas, su Secretario General Ban Ki-Moon se dirigió hacia la zona para intentar llevar a la práctica dicho texto. Mientras tanto, en el norte de Israel cayeron al menos tres cohetes lanzados desde Líbano, a los que Israel respondió con al menos dos cohetes más en las regiones de Al Jiam y Al Merie (de donde supuestamente procedía la ofensiva). Mientras las Organizaciones No Gubernamentales se las ingeniaban para proveer a la población de Palestina de bienes de primera necesidad ante las dificultades generadas por el cerco israelí (como la plataforma Free Gaza que lo hacía en barcazas desde Chipre en un arriesgado viaje marítimo de 48 horas), seguían surgiendo opiniones de personajes relevantes como Osama Bin Laden, líder de la organización terrorista al-Qaeda, que incitaba desde una cinta de audio a la Yihad contra el ataque de Israel. «Nuestros hermanos en Palestina están sufriendo mucho... Los musulmanes simpatizamos con ellos por lo que vemos y oímos. Nosotros, los muyahidín, simpatizamos con ellos...» aseguró el líder terrorista.
Por su parte, Hamás siguió reiterando sus condiciones para el alto el fuego. Se negaron a aceptar una resolución que no contemplara sus reivindicaciones, acercándose más al liderazgo egipcio que a la resolución de la ONU. Israel, haciendo caso omiso a la resolución, bombardeó (esta vez incluso sobre un cementerio) nuevamente dejando un total acumulado de más de un millar de víctimas mortales.

## Consecuencias

### Víctimas

#### Palestinos
Las cifras de palestinos muertos durante el conflicto difieren de forma importante entre las distintas fuentes manejadas, principalmente en lo que se refiere al número de civiles muertos. Existen tres fuentes principales de información, siendo dos de ellas los propios bandos en conflicto: el Ministerio de Sanidad de Hamás en Gaza y las Fuerzas de Defensa de Israel, así como la organización no gubernamental palestina del Centro Palestino para los Derechos Humanos. El número de muertos oscila según estas fuentes entre los 1 166 que reconoce el ejército israelí a los 1 417 del informe del Centro Palestino para los Derechos Humanos. El número de civiles varía significativamente entre el ejército israelí, que habla de 295 civiles fallecidos (a los que se podría sumar hasta 162 muertos más) y las 926 víctimas civiles del informe del Centro Palestino para los Derechos Humanos.
Según el Gobierno de Hamás en la Franja de Gaza
Según el Ministerio de Sanidad de Hamás en Gaza, desde el inicio de los bombardeos el 27 de diciembre de 2008 hasta el 29 de enero de 2009 murieron 1 414 palestinos. De ellos, 430 eran niños, 111 eran mujeres, 97 eran ancianos y 13 eran miembros del personal médico de Gaza. Las mismas fuentes informaron de un total de 5 380 heridos, entre los que habría 1 870 niños, 800 mujeres y 22 miembros del personal médico de la Franja.
Según el Centro Palestino para los Derechos Humanos
El Centro Palestino para los Derechos Humanos publicó el 19 de marzo de 2009 un informe sobre el número de palestinos fallecidos durante el conflicto. En dicho informe se cifró en 1 417 el total de palestinos muertos entre el 27 de diciembre y el 18 de enero; de ellos 926 serían civiles (313 niños y 116 mujeres); 255 serían oficiales de la policía civil de Gaza y los 236 muertos restantes serían milicianos miembros de las Brigadas de Ezzeldin Al-Qassam, Yihad Islámica y otros grupos armados palestinos. La lista completa con los nombres de los fallecidos puede consultarse aquí (en árabe).
Según las Fuerzas de Defensa de Israel
El 26 de marzo de 2009, el ejército israelí publicó un informe en el que cifró en 1 166 las bajas palestinas. De ellas, 709 serían «miembros de organizaciones militantes», entre los que Israel incluye tanto a los miembros de las Brigadas de Ezzeldin Al-Qassam y del resto de milicias palestinas como a los policías dependientes del gobierno de Hamás en Gaza. 295 de los fallecidos estarían confirmados como «no involucrados», es decir, civiles. Dentro de esta cifra se encontrarían 89 niños (Israel considera niño por debajo de los quince años, mientras que las fuentes palestinas consideran niño al menor de dieciocho, de ahí la diferencia de cifras) y 49 mujeres. 162 fallecidos permanecen en dicho informe bajo la designación de «no afiliados», a los que el ejército hebreo no ha logrado determinar hasta el momento si pertenecen a alguna de las organizaciones palestinas o no.
Ejecuciones de miembros de Fatah
Durante el desarrollo del conflicto, miembros de Hamás ejecutaron, dispararon y arrestaron a decenas de palestinos que consideraban sospechosos de haber colaborado con el ejército israelí, o habían sido arrestados por haber colaborado con Israel previamente. Según el testimonio de quienes llevaron a cabo algunas de estas ejecuciones, los ejecutados habrían reconocido haber pasado información al Shin Bet o habrían marcado objetivos para que fueran bombardeados por la Fuerza Aérea Israelí. Hasta el momento se desconoce el número exacto de palestinos muertos a manos de milicianos de Hamás, aunque el jefe del Shin Bet Yuval Diskin afirmó que a día 11 de enero habrían muerto unos 70 palestinos a manos de los milicianos de Hamás, todos ellos miembros de Fatah.

#### Israelíes
Los lanzamientos de cohetes desde Gaza a Israel durante el tiempo que duró el conflicto provocaron la muerte de cuatro israelíes; uno de ellos era un soldado, mientras que los otros tres eran civiles. Al menos 182 civiles israelíes resultaron heridos de distinta consideración como resultado del lanzamiento de cohetes y morteros sobre territorio israelí.
Desde el inicio de la ofensiva terrestre hasta la declaración de alto el fuego el 18 de enero murieron nueve soldados israelíes, cuatro de ellos a causa del fuego amigo. Entre ellos se encontraban soldados rasos, dos oficiales y un ingeniero del ejército israelí. Al menos 336 soldados israelíes resultaron heridos de distinta consideración en el tiempo que duró la ofensiva terrestre, varios de ellos en estado crítico.
El 27 de enero un suboficial israelí murió y otros tres soldados resultaron heridos, uno de ellos grave, tras la explosión de una bomba accionada por milicianos palestinos cerca del paso de Kissufim. La unidad a la que pertenecían se encontraba patrullando a lo largo de la frontera ente Israel y la Franja de Gaza. Este incidente fue el primero en el que resultó muerto un soldado israelí tras el alto el fuego.

### Crisis humanitaria en Gaza

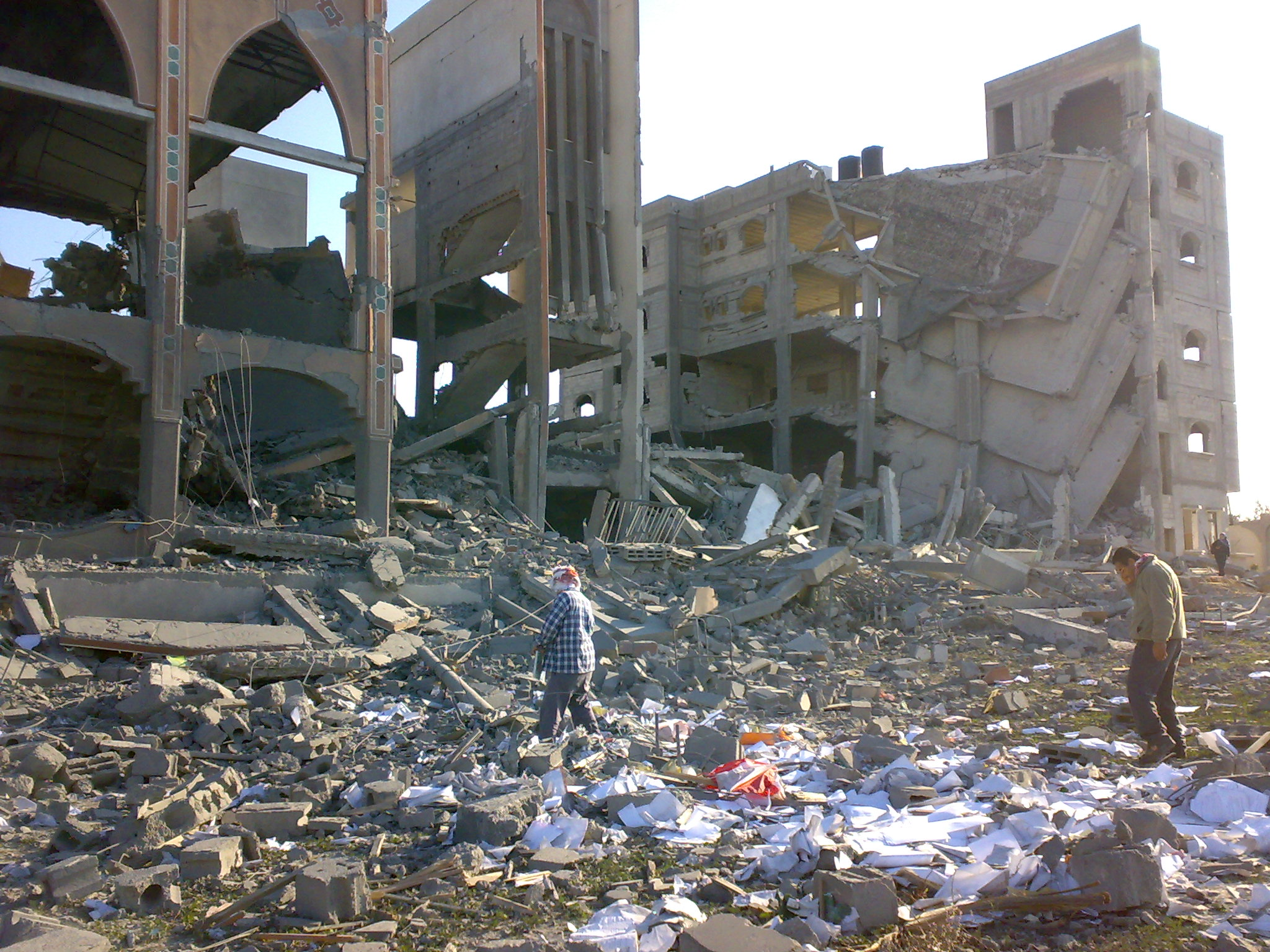
Albergue para refugiados, escuela de huérfanos y mezquita de Rafah tras el bombardeo israelí.

La Oficina de Coordinación de Asuntos Humanitarios de la ONU afirma que la crisis humanitaria de la Franja de Gaza es significativa y no debe ser subestimada. La ONU afirma que la situación es una «crisis contra la dignidad humana que dura ya 18 meses» en la Franja de Gaza, conllevando «una destrucción masiva del medio de vida y un significativo deterioro de las infraestructuras y servicios básicos». El miedo y el pánico son generalizados; el 80 por cien de la población no puede subsistir por sí misma y dependen de la ayuda humanitaria.
La ministra israelí de Asuntos Exteriores Tzipi Livni ha afirmado que no existe tal crisis humanitaria en Gaza, y que la situación humanitaria en Gaza es «enteramente como debería ser». El líder de la Liga Árabe, Amr Moussa, criticó a Livni por estas declaraciones y también al Consejo de Seguridad de la ONU por no responder más rápidamente a esta crisis. La Comisión Europea informó el 5 de enero que todavía persisten las dificultades para entregar ayuda humanitaria en la Franja debido al cierre de los pasos fronterizos, e instó de nuevo a las autoridades israelíes a «garantizar un espacio humanitario» que permitiese su entrada.
Diez camiones del Programa Mundial de Alimentos (PAM) con 300 toneladas métricas de ayuda alimentaria entraron sin incidentes el 7 de enero en la Franja de Gaza por el paso de Kerem Shalom, en el sur, durante las 3 horas de alto el fuego declarado por Israel, y fueron distribuidas en Gaza y en Jan Yunis. El coordinador de la Oficina de la ONU para Asuntos Humanitarios (OCHA), John Holmes, informó que la tregua supone un movimiento significativo aunque «es simple y llanamente insuficiente para que nosotros llevemos a cabo nuestro trabajo». Añadió que el mayor problema aparte de la distribución de alimentos «es atender a los palestinos de los alrededores de Gaza. La Cruz Roja Internacional ha manifestado que la gente está muriendo debido a que las ambulancias no pueden llegar a tiempo a atender a los heridos ni trasladarles al hospital».

#### Refugio
«Toda la población civil» en Gaza permanece vulnerable. Hay una sensación de «pánico, miedo y angustia» a lo largo de toda la Franja. Civiles han implementado un toque de queda autoimpuesto dado que no existen sistemas públicos de aviso o refugios efectivos. Hay gente evacuando sus casas y permaneciendo en las calles durante largas horas, expuestos a mayor peligro o permaneciendo con familiares. Los civiles se enfrentan a inseguridades mientras se reabastecen de artículos básicos de alimentación, agua y gas para cocinar. La mayoría de las familias se amontonan en una o dos habitaciones que consideran las más seguras de la casa, sin electricidad y apenas agua corriente.
La Media Luna Roja Palestina estima que miles de hogares han sido dañados y comienza a ser «crecientemente difícil» para sus residentes permanecer en ellos debido al frío. La UNRWA ha preparado sus escuelas para actuar como refugio temporal para los desplazados. El 1 de enero, aproximadamente 400 personas pasaban la noche en refugios de emergencia de la UNRWA. Como denunciaron tanto la Save the Children Alliance como el Al Mezan Center, antes de la operación terrestre del ejército israelí, más de 13 000 personas (2 000 familias) han sido desplazadas en la Franja. La mayoría de esas familias buscan refugio con sus familiares, mientras que 1 200 personas permanecen en los refugios temporales proporcionados por la UNRWA.

#### Combustible y electricidad
La única central eléctrica en Gaza no está operativa debido a la falta de combustible industrial y piezas de recambio. A día 1 de enero los cortes de electricidad duran 16 horas al día. Debido al daño provocado por los ataques aéreos algunas líneas eléctricas han sido cortadas dejando algunas áreas sin electricidad ninguna. Además, debido a los daños provocados por los ataques aéreos a 15 transformadores eléctricos 250 000 personas en el norte y centro de Gaza no disponen tampoco de electricidad. El día 1 de enero, una línea de 5MW de Egipto a Rafah fue dañada, extendiendo los cortes de luz a Rafah, que solía tener suministro continuo. Tampoco hay suministro de combustible para calefacción y cocina, la mayoría de las 240 estaciones de la ciudad de Gaza han cerrado.
A día 4 de enero, hay un apagón casi total en la ciudad de Gaza, el norte de Gaza, el área Media y Jan Yunis. La mayoría de la red telefónica (90%), incluyendo líneas terrestres y antenas para móviles no funcionan debido a los cortes de suministro y el agotamiento de los generadores de respaldo.

#### Agua
Desde el 5 de noviembre existe una escasez de cloro para el tratamiento de agua, incrementándose el riesgo de epidemias por enfermedades. El 27 de noviembre, los ataques aéreos israelíes dañaron masivamente dos pozos de agua, dejando una población de 30 000 palestinos sin agua. Desde el miércoles 31 de diciembre, el alcantarillado y los sistemas de agua en Beit Hanoun fueron alcanzados en 5 sitios distintos causando un daño considerable en la tubería principal del alcantarillado, provocando que las aguas residuales viertan a las calles. El 2 de enero, ataques aéreos en el área de Al Mughraga dañaron la mayor tubería de agua potable, dejando sin suministro a 30 000 personas en el Campo de Nuseirat. La ONU resumió la situación el 2 de enero, afirmando que 250 000 personas en la Ciudad de Gaza y el norte de Gaza no tienen agua potable; siete pozos han sido seriamente dañados y no pueden ser reparados a causa de los bombardeos.
A día 4 de enero, y según la afirma la compañía de aguas de Gaza (CMWU) en los informes de la ONU, el 70 por ciento del millón y medio de habitantes de la Franja de Gaza no tienen acceso a agua La CMWU teme también que el bombardeo continuado cerca de las piscinas del sistema de alcantarillado de Beit Lahiya cause un desbordamiento masivo. Además de las áreas agrícolas colindantes, hasta 15.000 personas están directamente en peligro. El 5 de enero la ONU advirtió que hasta un 70 por ciento de la población en la Franja carece de agua corriente, no hay suministro eléctrico y los hospitales dependen de los generadores, cuyas reservas de combustible son cada vez menores. El subdirector de la compañía de aguas de Gaza advirtió que el sistema de alcantarillado y suministro de agua se está derrumbando. Un tercio de los pozos de la Franja no funcionan debido a la falta de electricidad o daños sufridos por las tuberías, y otro tercio opera parcialmente y tendrá que ser cerrado si no llegan suministros de combustible y electricidad.

#### Salud
Debilitados por los dieciocho meses de bloqueo de la Franja de Gaza, a 31 de diciembre el almacén central de medicamentos estimó que ciento cinco fármacos y doscientos cincuenta y cinco suministros médicos de la lista de medicamentos y suministros básicos se habían terminado, y aproximadamente un veinte por ciento de las ambulancias estaban inmovilizadas debido a la falta de piezas de recambio. Las ambulancias además están sufriendo dificultades para llegar a los heridos a causa de los bombardeos continuados. Los hospitales sufren también una «severa» escasez de gas para cocinar, con cuyas existencias se terminará completamente en los próximos días. Debido a esta escasez, el Programa Mundial de Alimentos ha distribuido carne enlatada y galletas energéticas. Como resultado de las carencias, docenas de árabes de Gaza están siendo tratados en el Hospital Barzilai de Ascalón, mientras otros están cruzando a Egipto desde Gaza en busca de tratamiento. De acuerdo con la OMS, al menos mil aparatos médicos se han averiado y no pueden repararse por el bloqueo. En el octavo día de la guerra, esta carencia de equipamiento y piezas de recambio era todavía un «desafío principal» pero el ministro de Salud afirmó que «mientras que las condiciones en los hospitales son extremadamente precarias, la situación se ha estabilizado debido al gran volumen de suministros médicos recibidos».
A día 4 de enero, todos los hospitales de la ciudad de Gaza estuvieron sin electricidad durante 48 horas, dependiendo por completo de generadores de respaldo. Los hospitales advertían que los generadores estaban próximos a venirse abajo. El 4 de enero, la UNRWA tuvo que cerrar cuatro de sus dieciocho centros de salud debido a las hostilidades en sus proximidades. Por segundo día consecutivo, las autoridades israelíes se negaron a permitir la entrada de un equipo de emergencia del Comité Internacional de la Cruz Roja en ayuda del personal de Shifa. El gobierno suizo protestó «la negativa de las autoridades israelíes al acceso a Gaza por parte de los equipos de emergencia médica del Comité Internacional de la Cruz Roja».
El Comité Internacional de la Cruz Roja (CICR) alertó de la necesidad de suministros médicos de Gaza: sangre, medicamentos y bolsas para cadáveres. Además un grupo de cirujanos especializados del CICR, que solicitó la entrada en Gaza antes de la invasión por tierra israelí, no pudo entrar en la Franja, debido a que el paso de Erez continuaba cerrado.

#### Dinero en efectivo
El shekel israelí es una moneda ampliamente utilizada en la Franja de Gaza, y el territorio necesita como mínimo 400 millones de nuevos séqueles, unos 100 millones de dólares estadounidenses, cada mes en moneda nueva para reemplazar los billetes envejecidos y para pagar salarios. El corte en la entrada de billetes en Gaza obstaculiza un gran número de programas humanitarios de la UNRWA. Tras nueve días de ataques todavía no ha entrado dinero en efectivo en Gaza y se necesita con urgencia, incluyendo el necesario para el programa de distribución de la UNRWA del que dependen 94.000 beneficiarios, así como su programa de «dinero en efectivo por trabajo».

#### Daño material
Un informe de la misión de investigación de hechos del conflicto de Gaza de la ONU concluyó que la operación militar de Israel «destruyó una parte sustancial de la infraestructura económica de la Franja de Gaza y su capacidad para brindar medios de vida decentes a las familias». 700 empresas resultaron dañadas o destruidas, con pérdidas directas por un total aproximado de 140 millones de dólares; el sector agrícola sufrió pérdidas directas por un valor de 170 millones de dólares; y más de 3.354 casas fueron destruidas por completo, y otras 11.112 parcialmente dañadas, según cifras del Programa de las Naciones Unidas para el Desarrollo (PNUD). Un informe separado de la ONU estimó el costo de las pérdidas y los daños de Gaza en 1.100 millones de dólares. 

## Reacciones de la comunidad internacional

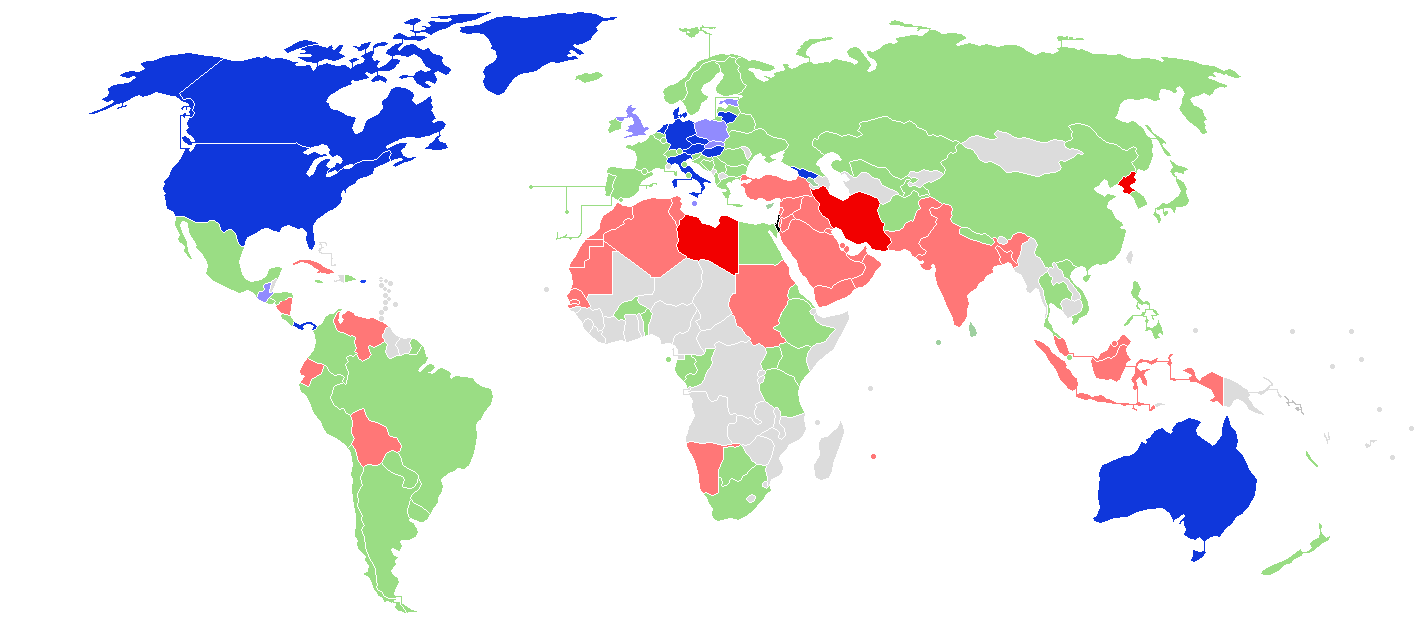
Reacción internacional al conflicto de la Franja de Gaza de 2008-2009
Israel-Gaza
Estados que han respaldado la posición israelí/definiendo las acciones de Israel como enmarcadas en su derecho a la legítima defensa.
Estados que han condenado únicamente las acciones del Hamás.
Estados que han respaldado la posición del Hamás/definiendo las acciones del Hamás como enmarcadas en su derecho a la legítima resistencia.
Estados que han condenado únicamente las acciones de Israel.
Estados que han hecho llamamientos para un final de las hostilidades y/o condenado a ambos bandos involucrados en el conflicto.
Estados de los cuales no se tiene constancia de que hayan hecho declaraciones oficiales relacionadas con el conflicto o que no se tiene constancia de su posición en la actualidad.

Tras el inicio de los bombardeos el 27 de diciembre de 2008, la comunidad internacional reaccionó de forma diversa a la operación del ejército israelí. La mayor parte de países y organizaciones internacionales criticaron tanto el lanzamiento de cohetes contra Israel por parte de Hamás como la «desproporción» en la respuesta del ejército israelí, así como el alto número de víctimas civiles palestinas producidas en la ofensiva. Sin embargo, el gobierno de algunos países como Estados Unidos, Alemania y República Checa responsabilizaron completamente de la ofensiva a Hamás, mientras que otros países como Siria, Irán y la organización chií Hezbolá mostraron su apoyo a la organización islamista.

### Entidades implicadas directamente
- Israel: el Gobierno israelí emitió una nota en la que afirmaba que el ataque «es parte de las medidas tomadas para luchar contra el lanzamiento continuo de cohetes contra nuestras ciudades del sur de Israel», afirmando haber prevenido a la población civil de Gaza de los inminentes ataques a la vez que responsabilizaban a Hamás de las consecuencias del mismo.[184] La operación ha suscitado un amplio consenso entre la población israelí: el 95% la apoya, el 80% de forma incondicional.[185][186]
- Autoridad Nacional Palestina: el presidente de la Autoridad Nacional Palestina Mahmud Abbas condenó los ataques y pidió la intervención internacional para detenerlos inmediatamente.[184] Yasser Abed Rabbo, dirigente de Fatah calificó los ataques como «barbarie».[184]
- Hamás: Ismail Haniye, el primer ministro de Hamás en la Franja de Gaza, calificó de «horrible masacre» los bombardeos israelíes.[187] El portavoz de Hamás, Fawzi Barhoum, por su parte declaró que «Hamás continuará la resistencia hasta la última gota de sangre».[32] El líder de Hamás en el exilio, Khaled Meshaal, realizó el 28 de diciembre un llamamiento a los palestinos a una nueva intifada contra Israel.[46]
- Egipto: el Gobierno de Egipto condenó el ataque llevado a cabo por Israel, y afirmó su intención de continuar mediando entre las partes para lograr «una atmósfera que conduzca a un período de calma y reconciliación entre los grupos palestinos».[188] Al mismo tiempo, el ministro de Exteriores, Ahmed Aboul Gheit, dijo que Egipto advirtió a Hamás que ésta sería la reacción israelí si Hamás persistía con los lanzamientos de cohetes.[189] También advirtió que la acción militar israelí podría poner en peligro las negociaciones por la liberación de Gilad Shalit.[57]

### Organizaciones internacionales
- Liga Árabe: el secretario general de la Liga Árabe, Amr Musa, pidió el 31 de diciembre la intervención del Consejo de Seguridad de la ONU para frenar «la agresión israelí» en la Franja de Gaza.[190]
- Unión Europea: el Jefe de la diplomacia de la Unión Europea Javier Solana expresó su preocupación por el ataque sobre Gaza, solicitando un alto el fuego inmediato a ambas partes. Por su parte, el presidente de turno de la Unión Europea Nicolas Sarkozy condenó tanto las «provocaciones irresponsables» que habían provocado este ataque como el «uso desproporcionado de la fuerza».[188] El día 30, los ministros de asuntos exteriores de la Unión Europea solicitaron un «alto el fuego inmediato»,[191] con el objetivo de lograr «una tregua humanitaria inmediata» de 24 o 48 horas, que detuviera los bombardeos durante este período para permitir el acceso a la ayuda humanitaria a la población civil palestina.[192][193]
- Naciones Unidas: el mismo día 27 de diciembre, Ban Ki-moon, secretario general de la ONU, aseguró estar «profundamente alarmado» por la «dura violencia y el derramamiento de sangre en Gaza, así como por la violencia en el sur de Israel». Ki-moon reconoció la preocupación del gobierno israelí en materia de seguridad debido al «continuo lanzamiento de cohetes desde Gaza», pero reiteró la obligación de Israel de «respetar los derechos humanos y el derecho humanitario internacional». El 29 de diciembre, el secretario general ofreció una rueda de prensa extraordinaria en la que condenó el «exceso de fuerza» llevado a cabo por el ejército israelí, exigió a ambas partes un «cese el fuego inmediato», y afirmó que «Israel debe mantener abiertos los cruces de fronteras para que pueda entrar la ayuda, y me han garantizado que así lo harán».[194]
- Consejo de Seguridad de Naciones Unidas: el embajador estadounidense ante la ONU, Zalmay Jalilzad declaró que el Consejo de Seguridad de Naciones Unidas había mantenido una reunión de urgencia tras la que había solicitado a todas las partes el cese completo de la violencia en la Franja de Gaza, y que se emprendieran las medidas necesarias para facilitar el acceso de ayuda humanitaria, incluyendo la reapertura de todos los accesos a la zona.[195]

### Organizaciones no gubernamentales
- Amnistía Internacional: la organización manifestó que «un uso tan desproporcionado de la fuerza por parte de Israel es completamente ilegal y corre el riesgo de provocar nuevos focos de violencia en toda la región». Afirmó que Hamás y el resto de grupos armados palestinos «comparten la responsabilidad por esta escalada. Sus continuos ataques con cohetes contra ciudades y poblaciones en el sur de Israel son completamente ilegales y no pueden ser justificadas nunca».[196] Advirtieron que dicha escalada de violencia «llega en un momento en que la población civil ya se enfrenta a una lucha diaria por la supervivencia, debido al bloqueo israelí, que incluso ha impedido la entrada de alimentos y medicinas en Gaza», y conminaron a la comunidad internacional a intervenir cuanto antes «para garantizar que los civiles atrapados en la violencia sean protegidos y que el bloqueo en Gaza sea levantado».[196]
- Intermón Oxfam: la portavoz Lara Contreras advirtió que «la comunidad internacional no debe quedarse al margen ni permitir que Israel siga violando el Derecho Internacional Humanitario atacando de forma desproporcionada a la población de Gaza». También condenó los ataques con cohetes de Hamás, aunque «esos ataques no justifican esta respuesta militar de Israel, que se está cobrando vidas de civiles inocentes». Oxfam ha señalado que «cientos de miles de personas» dependen en Gaza las agencias de ayuda humanitaria para cubrir sus necesidades básicas: agua potable, alimentos y servicios sanitarios. «Gaza ha estado aislada del mundo durante 19 meses y la población se encuentra al límite», afirmó.[197]